# Black Smoke (песня)
«Black Smoke» — песня в исполнении немецкой певицы Анн Софи. Песня представляла Германию на Евровидении 2015, получив ноль баллов. Несмотря на то, что «Heart of Stone» Андреаса Кюммерта было первоначальным победителем отборочного шоу Unser Song für Österreich, Кюммерт решил отказаться от участия как раз тогда, когда его объявили победителем, и поэтому Энн Софи и «Black Smoke» были выбраны представлять страну. Песня была написана в соавторстве с британской певицей Эллой Эйр. Black Smoke стал третьим немецким участником, получившим ноль баллов на Евровидении, и первым после Уллы Визнер с песней «Paradies, wo bist du?» в 1965 году, 50 лет назад.

## Предыстория и выпуск
После того, как Анн Софи была выбрана в качестве подстановочного знака для финала Unser Song für Österreich, «Black Smoke» была объявлена её второй песней для финала. Фрагмент одной минуты песни был обнародован 27 февраля 2015 году
Песня была доступна для скачивания уже в 2 марта 2015 года, за несколько дней до отбора. На самом деле «Black Smoke» должна была быть интерпретирована Айви Куайну.

## Состав и развитие
«Black Smoke» — это соул -песня с элементами поп -музыки и джаза, которая длится три минуты и двенадцать секунд. Песня написана британской певицей Эллой МакМахон (более известной как Элла Эйр).
Майклом Харвудом и Тонино Спешиэле. Как сказала Анн Софи во время интервью, песня о «любви, свиданиях, о том, что у вас есть». Это песня о расставании, повествующая о двух людях, которые были в отношениях, не узнают друг друга и «не могут сказать и трех слов».

## Критический прием
Песня получила в основном положительные отзывы. С пятью обзорами от Wiwibloggs «Черный дым» получил средний балл 7 из 10. Луи поставил песне 7 баллов из 10 и сказал, что это «солидная песня» и «её очень весело слушать и заряжать энергией». Макс, который также поставил ей 7 баллов из 10, сказал, что эта песня намного лучше, чем первая песня Софи «Jump the Gun», и что она «спокойна, крута и излучает атмосферу, которая понравится массам». Он также сказал, что это звучит как "английская версия отказа Нины Зилли ". Михаил и Патрик оба дали ей 9 баллов из 10, при этом первый сказал, что песня «полностью похожа на „Jump the Gun“, но втрое», в то время как Патрик сказал, что голос Софи сильный, а мелодия песни особенная. Наконец, Робин поставила песне 7 баллов из 10 и назвала её «чисто поп-музыкой».
Несмотря на эти положительные отзывы, песня заняла последнее место на Евровидении, получив 0 баллов.

## Живые выступления
Песня была впервые исполнена во время финала Unser Song für Österreich, немецкого национального финала конкурса песни Евровидение 2015 в Вене, Австрия. Во время финала он был исполнен трижды: дважды, когда Энн Софи вышла во второй и третий раунды, и один раз после того, как её выбрали представлять страну. Софи исполнила песню во время финала Евровидения, получив ноль баллов. Хотя принимающая страна, Австрия, также не набрала очков, и хотя итоговое табло во время передачи показало, что «Черный дым» занял 26-е место, рейтинг был пересмотрен после конкурса, и правило тай-брейка, в котором говорится, что первая исполняемая песня должна иметь более высокий рейтинг — в результате она опустилась на последнее (27-е) место.

## Отслеживание
| №  | Название      | Длительность |
| -- | ------------- | ------------ |
| 1. | «Black Smoke» | 3:12         |

## Кредиты и персонал
- Ella McMahon — writing
- Michael Harwood — writing
- Ann Sophie — vocals
- Tonino Speciale — writing
- Mathias Ramson — producer
- Johannes Schmalenbach — producer
- Brix — producer

## История выпусков
| Область, край | Дата            | Формат            | Этикетка       |
| ------------- | --------------- | ----------------- | -------------- |
| Германия      | 2 марта 2015 г. | Цифровая загрузка | Polydor Island |